# Podhájí (Rumburk)
Podhájí (historicky německy Frankenstein) je část města Rumburk v okrese Děčín. Je jednou ze základních sídelních jednotek města Rumburk, kód 143545. Založení první osady na dnešním místě Podhájí se datuje do roku 1764. Rumburk-Podhájí spadá pod místní část Rumburk 1. Okrajem Podhájí prochází silnice II/263 z centra města do České Kamenice. Nachází se v jihozápadní části města, částečně obklopen lesy pod rozhlednou Dymník. 
V blízkosti Podhájí je přehrada v Rumburku a koupaliště v areálu Sportcentra Rumburk. Z Podhájí je na dosah kopec a rozhledna Dymník, výletní destinace, ke které se lze dostat turistickou stezkou přímo z Podhájí.

## Sídliště Podhájí
Panelové sídliště Podhájí bylo vybudováno na „zelené louce“ v letech 1981 až 1989. Čítá celkem 12 paneláků o celkovém počtu 30 vchodů. Je tak největším sídlištěm ve městě a žije v nich téměř pětina obyvatel Rumburku. 
V té době také vznikly budovy občanského vybavení – kulturní a společenské středisko (1988), mateřská škola (1988), základní škola "U Nemocnice", jinak také nazývána Nová škola (1984) a plavecký bazén (1982). V pozdějších letech byl vybudován i poslední a nejvyšší panelák, který je využíván jako dům s pečovatelskou službou. Sídliště se rozkládá v ulicích Karolíny Světlé, V Podhájí, Luční, Polní. 

## Nemocnice

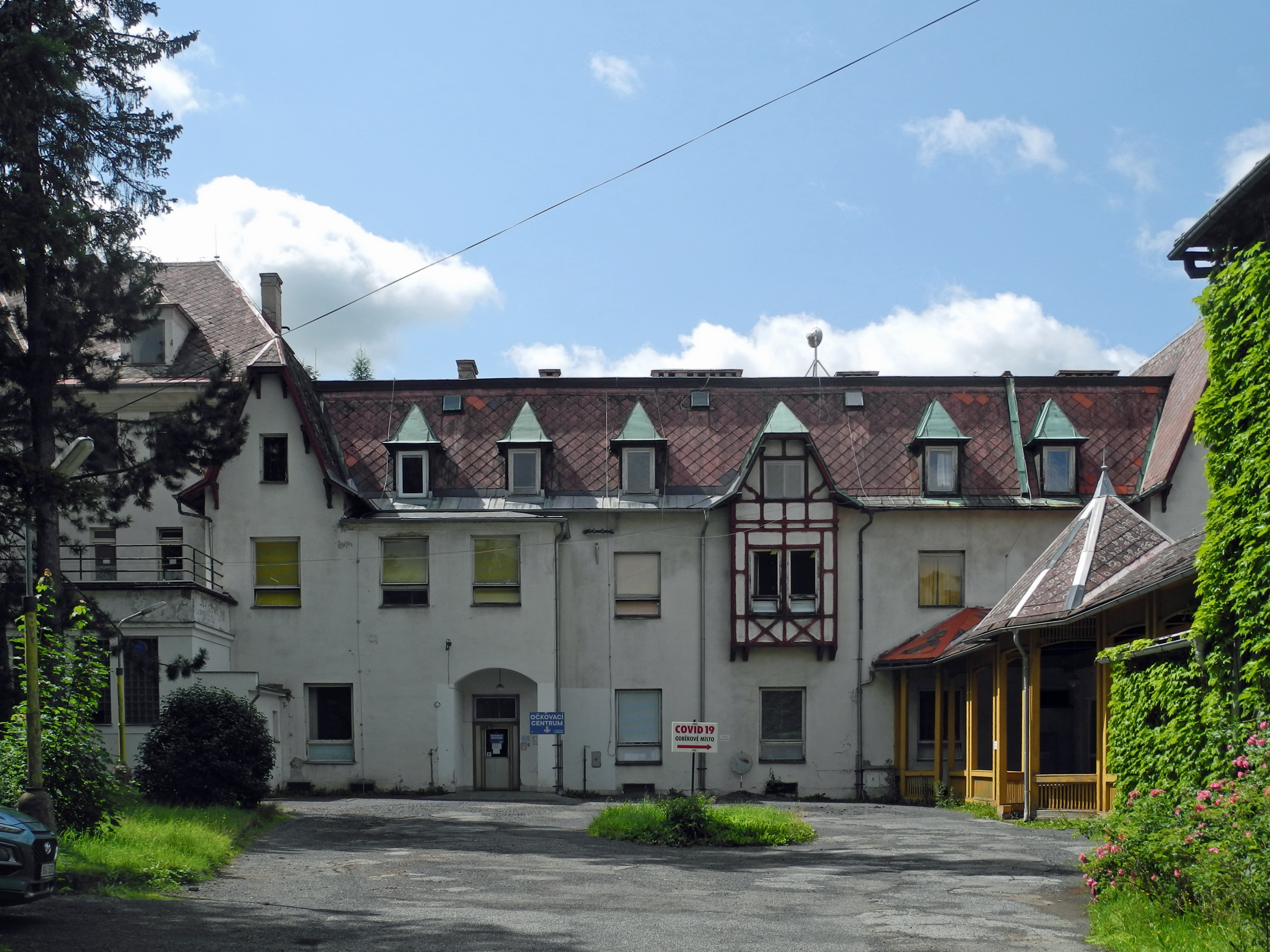
Byv. Sanatorium Podhájí

### Lužická nemocnice
Lužická nemocnice patří mezi menší zdravotnická zařízení, ale díky spádové poloze města Rumburk má pro Šluknovský výběžek nenahraditelnou úlohu.

### Sanatorium Frankenstein
Sanatorium v Pohájí bylo postaveno z iniciativy akciové společnosti v roce 1901. O výstavbu se zasloužil Dr. Georg Gletter, narozen v roce 1868, který 28. prosince 1897 uzavřel s Rumburkem smlouvu, podle níž měl 1. května 1898 převzít řízení lázeňského ústavu. Když zahájil doktor Gletter léčbu, přicházeli za ním pacienti, kteří se doposud léčili v Jabloneckých Pasekách (Schlag). Prospekty z roku 1910 uvádějí jako majitele sanatoria Carla Dittricha z Krásné Lípy a jako šéflékaře MUDr. Burgharda von Barth-Wehrenalp. V sanatoriu trávil také několik týdnů léta roku 1915 Franz Kafka. Nyní jsou zde umístěna interní a ošetřovatelská lůžka Lužické nemocnice.

### Nemocnice Podhájí
Na Podhájí, přesněji na jeho severovýchodním okraji, se nachází rumburská nemocnice, dostavěná v roce 1928. Stavba započala o tři roky dříve, byla však zbrzděna pro nedostatek dělníků a materiálu po 1. světové válce. Cena stavby a vybavení si vyžádala tehdy úctyhodných 9 250 000 korun. Nyní se v této budově nachází chirurgické, pediatrické a gynekologicko-porodnické oddělení.
Nemocnice se ukázala také ve filmu Hodinu nevíš. Natáčení probíhalo za plného provozu na uvolněném pavilonu.

## Zajímavosti
- V soukromé zahradě naproti budově interny Lužické nemocnice (sanatorium Frankenstein) se nachází vstupy do rumburského podzemí, další takové jsou k vidění v parku Rumburské vzpoury – všechny jsou však zasypány.
- V místech zahrádkářské kolonie, která se nachází v blízkosti nemocnice a základní školy, bylo za 2. světové války letiště